# Heidi Z'graggen
Heidi Z'graggen (Silenen, 1 februari 1966) is een Zwitserse politica voor de Christendemocratische Volkspartij (CVP/PDC) uit het kanton Uri. Zij zetelt sinds 2011 in de Kantonsraad.

## Biografie

### Afkomst
Heidi Z'graggen is afkomstig van Gurtnellen en woont in Erstfeld.

### Kantonnale politiek
Ze was van 2000 tot 2005 voorzitster van de kantonnale afdeling van de CVP/PDC en zetelde van 2006 tot 2016 ook in het nationaal partijbestuur. Op 16 mei 2004 werd ze verkozen in de Regeringsraad van Uri, de kantonnale regering, waarin ze sinds 1 juni 2004 zetelt. Ze werd bevoegd voor Justitie. Z'graggen werd in 2008, 2012 en 2016 herverkozen in de Regeringsraad. Van 2012 tot 2014 was ze Landesstatthalter (viceregeringsleidster) en van 2014 tot 2016 Landammann (regeringsleidster).

### Federale politiek
In maart 2010 stelde Z'graggen zich kandidaat om haar partijgenoot Hansruedi Stadler op te volgen in de federale Kantonsraad. Ze verloor echter van Markus Stadler. Bij de federale parlementsverkiezingen van 2019 was ze opnieuw kandidaat voor de Kantonsraad. Ditmaal werd ze verkozen met 7.086 stemmen (69,0 %), samen met Josef Dittli (FDP/PLR).
Op 18 oktober 2018 stelde ze zich kandidaat om haar partijgenote Doris Leuthard op te volgen in de Bondsraad. Op 16 november 2018 werd haar kandidatuur weerhouden door de partij. De partij droeg echter nog een tweede kandidate naar voren: Viola Amherd. Op 5 december 2018 werd echter Amherd en niet Z'graggen na één stemronde door de Bondsvergadering verkozen tot Bondsraadlid, met 148 stemmen op een totaal van 244.